# Burns London
Pour les articles homonymes, voir Burns.

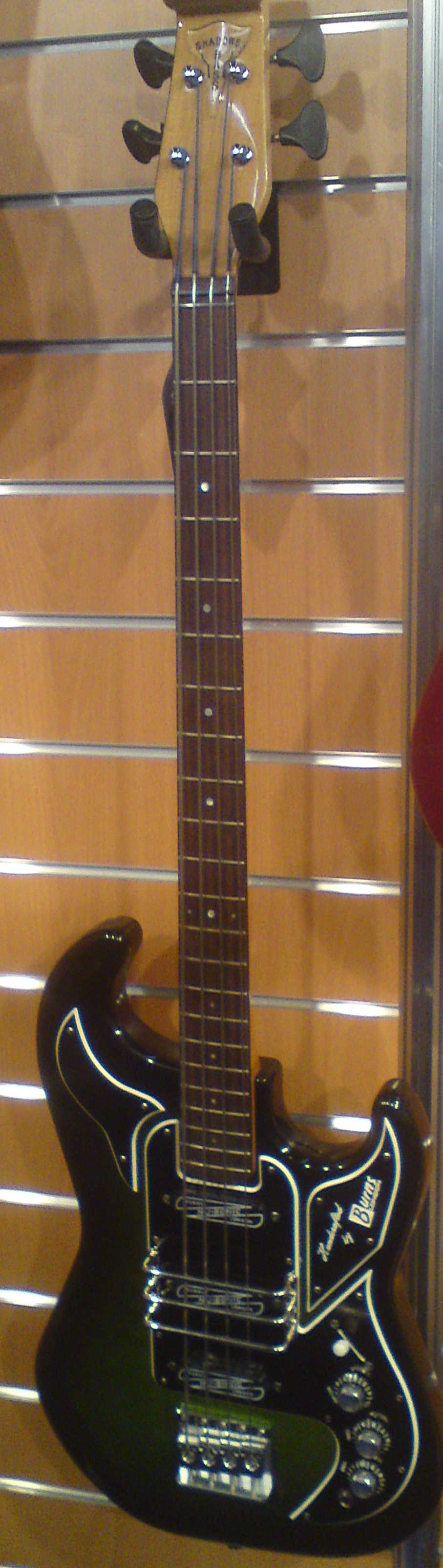
La "Shadows Bass Signature" de John Rostill

Burns est une entreprise anglaise créée par "James Ormston Burns" dans les années 1960. Elle est pionnière dans la fabrication de guitare électrique de marque anglaise.
Le groupe instrumental anglais The Shadows va utiliser cette marque de guitare à partir de la fin 1963 jusqu'au début des années 70, en studio, au cinéma et en concerts, et signera un contrat d'exclusivité (endorsement) avec le fabricant. Le modèle "Hank Marvin Signature" fit sensation et reste légendaire. Le mythique guitariste en dessina le projet de la tête et participa à l'élaboration globale de l'instrument, qui sera aussi joué par de nombreux musiciens, et notamment en France par Jacques Dutronc.
Les Shadows vont utiliser leurs Burns sur des amplis "Vox AC 30", un modèle lui aussi conçu pour Hank Marvin, tout comme ils l'avaient fait avec leurs Fender Stratocaster. Le son ainsi obtenu fut alors plus cru que celui avec des guitares américaines, rapprochant ainsi les Shadows des nouvelles tendances du moment, imposées par les Beatles et les groupes issus du mouvement "Beat" découlant de la région de Liverpool.
Outre les qualités de son et de lutherie, le look noir et blanc des guitares, également disponible en vert, et un style général assez voisin de la Stratocaster, fut bien reçu. En raison de la vieille superstition liée à la couleur verte dans le monde du spectacle (le vert est supposé porter malheur sur scène), les modèles en noir et blanc eurent toutefois la préférence des musiciens. Les manches adoptèrent le choix du "Rosewwod" (touche de palissandre recouvrant l'érable constituant le manche lui-même), ainsi que Fender en avait fait le choix à partir de l'été 1958, après avoir utilisé des manches en érable, sans touche rapportée. La tête du manche, qui peut rappeler un peu les instruments classiques à cordes, fut dessinée par Hank Marvin. Les trois micros, le vibrato - lui aussi conçu avec Hank Marvin - et l'association nouvelle avec le groupe anglais qui avait fait exploser l'image des "Stratocaster Fender" dans le monde entier hors USA, positionna immédiatement Burns comme un concurrent naturel à Fender. De fait, cette situation plaça la marque dans la cour des grands.
Burns connut alors un essor sans précédent. Avec la Forte popularité internationale du groupe, elle devint la marque européenne la plus en vue et la plus saluée techniquement parlant. Les ventes décolèrent. 
Parallèlement aux guitares à 6 cordes, elle fabriqua également un modèle de basse, équipant lui aussi les Shadows, et leur bassiste John Rostill. Son jeu au médiator et sa technique novatrice, jeu rapide et rythmé, utilisant également des harmoniques, le tout en avance pour l'époque, popularisèrent un nouveau son de basse, s'imposant comme une référence internationale, qui allait rapidement faire de nombreux émules. En France, les arrangements de Serge Gainsbourg par exemple utilisèrent rapidement cette technique et ce type de sonorité. Le modèle de guitare - Burns "Black Bison" marque également l'histoire de ce fabricant, bien que n'égalant jamais l'impact du modèle "Marvin Signature".
Au début des années 2000, après des années de cessation d'activité et mise en sommeil, Burns rééditera les modèles "Hank Marvin Signature", dont les Shadows feront la publicité lors de leur dernière tournée mondiale, bien que continuant à jouer principalement sur Fender, Hank Marvin utilisera une "Burns" sur quelques morceaux issus de leur répertoire du milieu des années 60. 
Les guitares "Burns" dans leur ensemble jouissent aujourd'hui d'une excellente réputation, et les modèles vintage atteignent des côtes significatives, surtout le modèle "Marvin Signature". 
Plusieurs ouvrages ont été consacrés à la marque, qui reste le fleuron de l'industrie britannique dans ce domaine.